# 洛安·古容
洛安·古容（法語：Loann Goujon；1989年4月23日—）是一位法國橄欖球運動員。他是法國國家橄欖球隊的一員，代表法國參加了2015年橄欖球六國賽。